# Johan I van Brandenburg-Küstrin

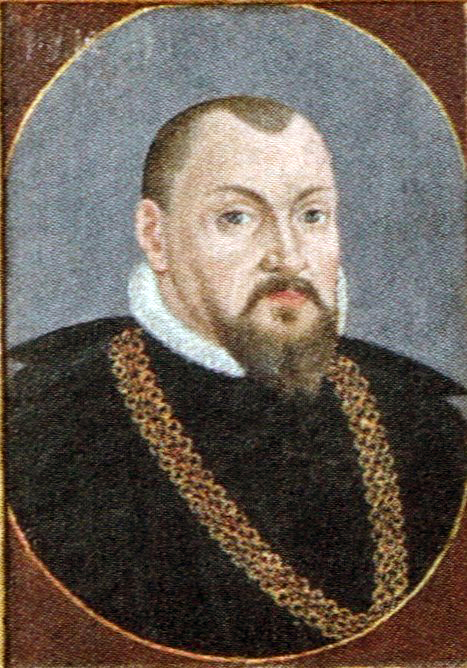
Johan I van Brandenburg-Küstrin.

Johan van Brandenburg-Küstrin (3 augustus 1513 - 13 januari 1571) was van 1535 tot aan zijn dood markgraaf van Brandenburg-Küstrin. Hij behoorde tot het huis Hohenzollern.

## Levensloop
Johan was een jongere zoon van keurvorst Joachim I Nestor van Brandenburg en Elisabeth van Denemarken. 
Zijn vader had in zijn laatste wil gestipuleerd dat zijn domeinen verdeeld moesten worden tussen zijn zonen Johan en Joachim II Hector. Toen Joachim I Nestor in 1535 stierf, werd voor Johan het markgraafschap Brandenburg-Küstrin gecreëerd. Zijn domeinen omvatten ongeveer 12.500 vierkante kilometer en waren samengesteld uit de Neumark met Dramburg en Schivelbein, het graafschap Sternberg, Crossen an der Oder met Züllichau en Sommerfeld en de heerlijkheid Cottbus met Peitz. Johan koos Küstrin als hoofdstad en begon de stad aan de Oder om te vormen tot een fort. Zijn oudere broer Joachim II Hector erfde de titel van keurvorst en de rest van het markgraafschap Brandenburg.
In tegenstelling tot zijn extravagante broer was Johan diep religieus. Hij had veel energie en daadkracht, toonde inzicht in economische en politieke kwesties, wist zijn domeinen militair te beveiligen en stabiliseerde de markteconomie. Toen hij aan de macht kwam, voerde Johan de Reformatie door in zijn domeinen en in 1538 trad hij toe tot het Schmalkaldisch Verbond. In de Schmalkaldische Oorlog streed hij echter aan de zijde van het katholieke kamp geleid door keizer Karel V, in de hoop het hertogdom Pommeren te bemachtigen. Het enige wat Johan verwierf, was dat hij de vrijheid van godsdienst in Neumark mocht behouden. 
Toen Karel V in 1548 op de Rijksdag in Augsburg de Interim van Augsburg doorvoerde, kwam Johan in conflict met de keizer. Hij verwierp de Interim en weigerde deel te nemen aan de Corpus Christi-processie, waardoor Johan bij Karel in ongenade viel. Nadat hij terugkeerde naar Brandenburg-Küstrin, versterkte Johan de defensie van zijn domeinen en begon hij een anti-Habsburg-coalitie te plannen, die er echter niet kwam. Ook weigerde hij de Interim van Augsburg in zijn domeinen officieel te publiceren.
Ook een groep Duitse edelen onder leiding van keurvorst Maurits van Saksen verzette zich met de steun van koning Hendrik II van Frankrijk tegen de Interim van Augsburg. Nadat Johan in 1551 in dispuut kwam met Maurits, besliste hij de groep niet te vervoegen. Hertog Albrecht van Pruisen probeerde Johan aan zijn zijde te krijgen, maar hij weigerde. Met de toestemming van zijn broer beëindigde Johan in 1556 eveneens zijn aanspraken op Brandenburg-Kulmbach op te geven.
In januari 1571 stierf Johan op 57-jarige leeftijd, tien dagen na zijn broer Joachim II Hector. Hij werd bijgezet in de crypte onder het altaar van de Sint-Mariakerk in Küstrin. Omdat Johan geen mannelijke nakomelingen had, werd zijn markgraafschap herenigd met Brandenburg, dat toen geregeerd werd door zijn neef Johan George. Ook liet hij een vermogen van een half miljoen gulden na, terwijl zijn broer Joachim II Hector 2,5 miljoen gulden schulden naliet.

## Huwelijk en nakomelingen
Op 11 november 1537 huwde hij in Wolfenbüttel met Catharina (1518-1574), dochter van hertog Hendrik II van Brunswijk-Wolfenbüttel. Ze kregen twee dochters:
- Elisabeth (1540-1578), huwde in 1558 met markgraaf George Frederik I van Brandenburg-Ansbach
- Catharina (1549-1602), huwde in 1570 met keurvorst Joachim Frederik van Brandenburg